# 零雨
零雨（1952年2月14日—），本名王美琴。台灣現代詩詩人，國立宜蘭大學人文暨科學教育中心退休教師。

## 生平
1952年生於新北市坪林區，畢業於臺灣大學中文系、美國威斯康辛大學東亞文學系碩士班。哈佛大學訪問學者（1991年）。1992年開始於宜蘭大學任教。
2015年以《田園╱下午五點四十九分》中十首詩，獲得吳濁流文學獎詩類佳作獎。也曾獲年度詩獎（1993年）。
曾任《國文天地》副總編輯、《現代詩》主編，並為《現在詩》創社發起人之一。
零雨詩的題材寬廣，多以歷史、家族、空間為主；描寫人類的生存狀態，冷冽而切中要害。她善於以組詩做為表達形式，運用歷史典故、神話題材，以象徵、譬喻的曲折手法，表達出深刻的書寫。

## 作品

### 詩集
- 《女兒》，2022，印刻文學
- 《膚色的時光》，2018，印刻文學
- 《種在夏天的一棵樹》（中英對照，菲奧娜·施·羅琳英譯），2015，靈敏出版社
- 《田園/下午五點四十九分》，2014，小寫創意
- 《我和我的火車和你》（中英對照），2011，香港中文大學
- 《我正前往你》，2010，唐山出版社
- 《關於故鄉的一些計算》，2006，獨立出版
- 《木冬詠歌集》，1999，正港資訊文化
- 《特技家族》，1996，現代詩季刊社
- 《消失在地圖上的名字》，1992，時報文化
- 《城的連作》，1990，現代詩季刊社

### 翻譯
- 《無形之眼》，菲奧娜·施·羅琳原著（2015）

### 寫作
參與【沉舟記---消逝的字典】編纂（2016）